# Elisabetta di Anhalt
Elisabetta Maria Federica Amalia Agnese di Anhalt-Dessau (Wörlitz, 7 settembre 1857 – Neustrelitz, 20 luglio 1933) fu una nobile del ducato di Anhalt.

## Biografia
Era figlia di Federico I di Anhalt, duca di Anhalt dal 1871 al 1904, e di Antonietta di Sassonia-Altenburg.
Venne data in sposa ad Adolfo Federico V di Meclemburgo-Strelitz, figlio ed erede del Granduca di Meclemburgo-Strelitz Federico Guglielmo; le nozze avvennero a Dessau il 17 aprile 1877.
Alla morte del suocero nel 1904, divenne granduchessa consorte di Mecklenburgo-Strelitz, titolo che mantenne fino alla morte del marito.
Quando l'11 giugno 1914 suo marito morì a Berlino, ereditò il titolo il loro primo figlio maschio Adolfo Federico VI, il quale si suicidò quattro anni dopo il 23 febbraio 1918 a Neustrelitz. Sopravvissero ad Elisabetta soltanto le figlie Jutta, che nel 1899 aveva sposato il re Danilo II del Montenegro, e Maria che si sposò due volte: la prima nel 1899 con il conte Georg Jamatel, da cui divorziò nel 1908, la seconda con il principe Giulio Ernesto di Lippe-Biesterfeld.

## Discendenza
Diede alla luce quattro figli:
- Duchessa Maria (Neustrelitz, 8 maggio 1878-Oberkassel, 14 ottobre 1948);
- Duchessa Jutta (Neustrelitz, 24 gennaio 1880-Roma, 17 febbraio 1946);
- Duca Adolfo Federico VI (Neustrelitz, 17 giugno 1882- Neustrelitz, 23 febbraio 1918);
- Duca Carlo Borwin (Neustrelitz, 10 ottobre 1888-Bans, St.Martin, 24 agosto 1908).

## Ascendenza
|                                                |                                      |                                                       | Genitori                                            |  |  | Nonni |  |  | Bisnonni                                       |  |  | Trisnonni                           |  |
|                                                |                                      |                                                       |                                                     |  |  |       |  |  | Federico, Principe Ereditario di Anhalt-Dessau |  |  | Leopoldo III, Duca di Anhalt-Dessau |  |
|                                                |                                      |                                                       |                                                     |  |  |       |  |  | Federico, Principe Ereditario di Anhalt-Dessau |  |  | Leopoldo III, Duca di Anhalt-Dessau |  |
|                                                |                                      | Margravia Luisa di Brandeburgo-Schwedt                |                                                     |  |  |       |  |  | Federico, Principe Ereditario di Anhalt-Dessau |  |  |                                     |  |
| Leopoldo IV, Duca di Anhalt                    |                                      |                                                       |                                                     |  |  |       |  |  | Federico, Principe Ereditario di Anhalt-Dessau |  |  |                                     |  |
|                                                |                                      | Langravia Amalia d'Assia-Homburg                      | Federico V, Langravio d'Assia-Homburg               |  |  |       |  |  |                                                |  |  |                                     |  |
|                                                |                                      | Langravia Amalia d'Assia-Homburg                      | Federico V, Langravio d'Assia-Homburg               |  |  |       |  |  |                                                |  |  |                                     |  |
|                                                |                                      | Langravia Amalia d'Assia-Homburg                      | Langravia Carolina d'Assia-Darmstadt                |  |  |       |  |  |                                                |  |  |                                     |  |
| Federico I, Duca di Anhalt                     |                                      | Langravia Amalia d'Assia-Homburg                      |                                                     |  |  |       |  |  |                                                |  |  |                                     |  |
|                                                |                                      | Principe Luigi Carlo di Prussia                       | Federico Guglielmo II di Prussia                    |  |  |       |  |  |                                                |  |  |                                     |  |
|                                                |                                      | Principe Luigi Carlo di Prussia                       | Federico Guglielmo II di Prussia                    |  |  |       |  |  |                                                |  |  |                                     |  |
|                                                |                                      | Principe Luigi Carlo di Prussia                       | Principessa Federica Luisa d'Assia-Darmstadt        |  |  |       |  |  |                                                |  |  |                                     |  |
| Principessa Federica Guglielmina di Prussia    |                                      | Principe Luigi Carlo di Prussia                       |                                                     |  |  |       |  |  |                                                |  |  |                                     |  |
|                                                |                                      | Federica di Meclemburgo-Strelitz                      | Carlo II, Duca di Meclemburgo-Strelitz              |  |  |       |  |  |                                                |  |  |                                     |  |
|                                                |                                      | Federica di Meclemburgo-Strelitz                      | Carlo II, Duca di Meclemburgo-Strelitz              |  |  |       |  |  |                                                |  |  |                                     |  |
|                                                |                                      | Federica di Meclemburgo-Strelitz                      | Principessa Federica d'Assia-Darmstadt              |  |  |       |  |  |                                                |  |  |                                     |  |
| Principessa Elisabetta di Anhalt               |                                      | Federica di Meclemburgo-Strelitz                      |                                                     |  |  |       |  |  |                                                |  |  |                                     |  |
|                                                | Federico, Duca di Sassonia-Altenburg | Ernesto Federico III, Duca di Sassonia-Hildburghausen |                                                     |  |  |       |  |  |                                                |  |  |                                     |  |
|                                                | Federico, Duca di Sassonia-Altenburg | Ernesto Federico III, Duca di Sassonia-Hildburghausen |                                                     |  |  |       |  |  |                                                |  |  |                                     |  |
|                                                | Federico, Duca di Sassonia-Altenburg | Principessa Ernestina di Sassonia-Weimar              |                                                     |  |  |       |  |  |                                                |  |  |                                     |  |
| Principe Edoardo di Sassonia-Altenburg         | Federico, Duca di Sassonia-Altenburg |                                                       |                                                     |  |  |       |  |  |                                                |  |  |                                     |  |
|                                                |                                      | Duchessa Carlotta Giorgina di Meclemburgo-Strelitz    | Carlo II, Duca di Meclemburgo-Strelitz              |  |  |       |  |  |                                                |  |  |                                     |  |
|                                                |                                      | Duchessa Carlotta Giorgina di Meclemburgo-Strelitz    | Carlo II, Duca di Meclemburgo-Strelitz              |  |  |       |  |  |                                                |  |  |                                     |  |
|                                                |                                      | Duchessa Carlotta Giorgina di Meclemburgo-Strelitz    | Principessa Federica d'Assia-Darmstadt              |  |  |       |  |  |                                                |  |  |                                     |  |
| Principessa Antonietta di Sassonia-Altenburg   |                                      | Duchessa Carlotta Giorgina di Meclemburgo-Strelitz    |                                                     |  |  |       |  |  |                                                |  |  |                                     |  |
|                                                |                                      | Carlo, Principe di Hohenzollern-Sigmaringen           | Antonio Luigi, Principe di Hohenzollern-Sigmaringen |  |  |       |  |  |                                                |  |  |                                     |  |
|                                                |                                      | Carlo, Principe di Hohenzollern-Sigmaringen           | Antonio Luigi, Principe di Hohenzollern-Sigmaringen |  |  |       |  |  |                                                |  |  |                                     |  |
|                                                |                                      | Carlo, Principe di Hohenzollern-Sigmaringen           | Principessa Amalia Zefirina di Salm-Kyrburg         |  |  |       |  |  |                                                |  |  |                                     |  |
| Principessa Amalia di Hohenzollern-Sigmaringen |                                      | Carlo, Principe di Hohenzollern-Sigmaringen           |                                                     |  |  |       |  |  |                                                |  |  |                                     |  |
|                                                |                                      | Maria Antonietta Murat                                | Pierre Murat                                        |  |  |       |  |  |                                                |  |  |                                     |  |
|                                                |                                      | Maria Antonietta Murat                                | Pierre Murat                                        |  |  |       |  |  |                                                |  |  |                                     |  |
|                                                |                                      | Maria Antonietta Murat                                | Louise d'Astorg                                     |  |  |       |  |  |                                                |  |  |                                     |  |
|                                                |                                      | Maria Antonietta Murat                                |                                                     |  |  |       |  |  |                                                |  |  |                                     |  |